# Malegaon
Malegaon es una ciudad y  municipio situada en el distrito de Nashik en el estado de Maharashtra (India). Su población es de 481228 habitantes (2011), y cuenta con 576642 habitantes incluyendo el área metropolitana. Se encuentra en la confluencia de los ríos Mausa y Girna, a 113 km de Nashik.

## Demografía
Según el censo de 2011 la población de Malegaon era de 481228 habitantes, de los cuales 244080 eran hombres y 237148 eran mujeres. Malegaon tiene una tasa media de alfabetización del 87,61%, superior a la media estatal del 82,34%: la alfabetización masculina es del 90,35%, y la alfabetización femenina del 84,81%.

## Clima
| Parámetros climáticos promedio de Malegaon (1981–2010, extremes 1901–2008) | Parámetros climáticos promedio de Malegaon (1981–2010, extremes 1901–2008) | Parámetros climáticos promedio de Malegaon (1981–2010, extremes 1901–2008) | Parámetros climáticos promedio de Malegaon (1981–2010, extremes 1901–2008) | Parámetros climáticos promedio de Malegaon (1981–2010, extremes 1901–2008) | Parámetros climáticos promedio de Malegaon (1981–2010, extremes 1901–2008) | Parámetros climáticos promedio de Malegaon (1981–2010, extremes 1901–2008) | Parámetros climáticos promedio de Malegaon (1981–2010, extremes 1901–2008) | Parámetros climáticos promedio de Malegaon (1981–2010, extremes 1901–2008) | Parámetros climáticos promedio de Malegaon (1981–2010, extremes 1901–2008) | Parámetros climáticos promedio de Malegaon (1981–2010, extremes 1901–2008) | Parámetros climáticos promedio de Malegaon (1981–2010, extremes 1901–2008) | Parámetros climáticos promedio de Malegaon (1981–2010, extremes 1901–2008) | Parámetros climáticos promedio de Malegaon (1981–2010, extremes 1901–2008) |
| Mes                                                                        | Ene.                                                                       | Feb.                                                                       | Mar.                                                                       | Abr.                                                                       | May.                                                                       | Jun.                                                                       | Jul.                                                                       | Ago.                                                                       | Sep.                                                                       | Oct.                                                                       | Nov.                                                                       | Dic.                                                                       | Anual                                                                      |
| -------------------------------------------------------------------------- | -------------------------------------------------------------------------- | -------------------------------------------------------------------------- | -------------------------------------------------------------------------- | -------------------------------------------------------------------------- | -------------------------------------------------------------------------- | -------------------------------------------------------------------------- | -------------------------------------------------------------------------- | -------------------------------------------------------------------------- | -------------------------------------------------------------------------- | -------------------------------------------------------------------------- | -------------------------------------------------------------------------- | -------------------------------------------------------------------------- | -------------------------------------------------------------------------- |
| Temp. máx. abs. (°C)                                                       | 36.0                                                                       | 40.1                                                                       | 45.6                                                                       | 44.6                                                                       | 46.7                                                                       | 44.4                                                                       | 39.4                                                                       | 37.2                                                                       | 39.0                                                                       | 40.9                                                                       | 39.4                                                                       | 36.8                                                                       | 46.7                                                                       |
| Temp. máx. media (°C)                                                      | 30.5                                                                       | 32.9                                                                       | 37.0                                                                       | 40.0                                                                       | 40.4                                                                       | 35.9                                                                       | 31.1                                                                       | 29.6                                                                       | 31.3                                                                       | 33.4                                                                       | 31.9                                                                       | 30.7                                                                       | 33.7                                                                       |
| Temp. mín. media (°C)                                                      | 10.7                                                                       | 12.1                                                                       | 16.3                                                                       | 20.2                                                                       | 23.3                                                                       | 23.5                                                                       | 22.7                                                                       | 21.8                                                                       | 21.0                                                                       | 18.5                                                                       | 14.5                                                                       | 11.3                                                                       | 18.0                                                                       |
| Temp. mín. abs. (°C)                                                       | 0.6                                                                        | -0.6                                                                       | 5.6                                                                        | 9.4                                                                        | 15.0                                                                       | 15.6                                                                       | 17.4                                                                       | 15.6                                                                       | 14.2                                                                       | 7.5                                                                        | 5.6                                                                        | 2.6                                                                        | -0.6                                                                       |
| Lluvias (mm)                                                               | 4.1                                                                        | 0.5                                                                        | 2.6                                                                        | 4.0                                                                        | 16.0                                                                       | 105.3                                                                      | 126.8                                                                      | 103.1                                                                      | 126.6                                                                      | 59.6                                                                       | 15.7                                                                       | 6.3                                                                        | 570.4                                                                      |
| Días de lluvias (≥ 1 mm)                                                   | 0.4                                                                        | 0.1                                                                        | 0.3                                                                        | 0.5                                                                        | 1.4                                                                        | 5.4                                                                        | 7.4                                                                        | 6.5                                                                        | 6.9                                                                        | 3.3                                                                        | 1.0                                                                        | 0.4                                                                        | 33.8                                                                       |
| Humedad relativa (%)                                                       | 30                                                                         | 24                                                                         | 18                                                                         | 17                                                                         | 23                                                                         | 48                                                                         | 64                                                                         | 69                                                                         | 64                                                                         | 44                                                                         | 37                                                                         | 36                                                                         | 40                                                                         |
| Fuente: India Meteorological Department                                    |                                                                            |                                                                            |                                                                            |                                                                            |                                                                            |                                                                            |                                                                            |                                                                            |                                                                            |                                                                            |                                                                            |                                                                            |                                                                            |